# Coalburn
Coalburn est un village dans le South Lanarkshire, en Écosse.